# Jeanne d’Arc – Az orléans-i szűz
A Jeanne d’Arc – Az orléans-i szűz (eredeti cím: Joan of Arc, amerikai címe: The Messenger: The Story of Joan of Arc, francia címe: Jeanne d’Arc) 1999-ben bemutatott angol nyelvű francia történelmi filmdráma Luc Besson rendezésében.

## Cselekmény
A XV. századi Francia Királyságban a káosz az úr: a legnagyobb várakat és városokat elfoglalták az angolok, az országnak nincs királya, a francia lovagok minden esély és különösebb meggyőződés nélkül próbálják megállítani a korabeli Európa legerősebb és legönteltebb hadseregét.
Franciaországon már csak a csoda segíthet. A csoda a 16 éves Jeanne képében jelenik meg, akit víziók vezetnek. Elnyeri a hadvezérek támogatását, a sereg élén megfordítja a történelmet. Csatákat és háborút nyer, végül pedig visszafoglalja az angoloktól Orléans-t, utat nyitva Valois Károly királlyá koronázásának. Rövid hajjal, páncélban, lóháton harcol – a harcedzett lovagok egyenrangú társa a kegyetlen és véres férfivilágban. Sikerei csak a katonák körében teszik népszerűvé. Látomásait követve akaratlanul is keresztezi a saját érdekeik szerint politizáló nagyurak reális terveit, és ellenségeivé teszi őket.

## Szereplők
| Szerep                           | Színész            | Magyar hangja (1. szinkron, 2000) |
| -------------------------------- | ------------------ | --------------------------------- |
| Jeanne d’Arc                     | Milla Jovovich     | Kéri Kitty                        |
| VII. Károly francia király       | John Malkovich     | Rátóti Zoltán                     |
| Aragóniai Jolán nápolyi királyné | Faye Dunaway       | Moór Marianna                     |
| A Lelkiismeret                   | Dustin Hoffman     | Rajhona Ádám                      |
| Dunois                           | Tchéky Karyo       | Reviczky Gábor                    |
| Gilles de Rais                   | Vincent Cassel     | Selmeczi Roland                   |
| Alençon hercege                  | Pascal Greggory    | Takátsy Péter                     |
| La Hire                          | Richard Ridings    | Hankó Attila                      |
| Aulon                            | Desmond Harrington | Dévai Balázs                      |
| Pierre Cauchon                   | Timothy West       | Láng József                       |
| Domrémy falu papja               | Paul Brooke        | Kisfalussy Bálint                 |